# Dolina Reke
Dolina Reke este o arie protejată (arie de protecție specială avifaunistică — SPA) din Slovenia întinsă pe o suprafață de 1.865,75 ha, integral pe uscat.

## Localizare
Centrul sitului Dolina Reke este situat la coordonatele 45°32′56″N 14°14′43″E / 45.5488°N 14.2453°E.

## Înființare
Situl Dolina Reke a fost declarat arie de protecție specială avifaunistică în aprilie 2004 pentru a proteja 3 specii de animale.

## Biodiversitate
Situată în ecoregiunea continentală, aria protejată nu include niciun habitat protejat.
La baza desemnării sitului se află mai multe specii protejate de  păsări (3): cristeiul de câmp (Crex crex), sfrâncioc roșiatic (Lanius collurio), cresteț pestriț (Porzana porzana).